# Belavathahalli, Arsikere
Belavathahalli là một làng thuộc tehsil Arsikere, huyện Hassan, bang Karnataka, Ấn Độ.